# 西室泰三
西室 泰三（にしむろ たいぞう、1935年〈昭和10年〉12月19日 - 2017年〈平成29年〉10月14日）は、日本の実業家。
東京芝浦電気株式会社での勤務を経て、株式会社東芝社長、株式会社東京証券取引所社長、株式会社東京証券取引所グループ会長、日本郵政株式会社社長、株式会社ゆうちょ銀行社長などを歴任した。2017年3月に至り、彼が「主導した」とされる鳴り物入りの豪州トール・ホールディングス「戦略的買収」は、わずか2年で財務を揺るがす「お荷物」と化し、日本郵政の2017年3月期決算は赤字に転落する。このことと2015年に発覚した「東芝不正会計問題」が彼が「憤死」した一要因と当時のメディアは分析している。

## 概要
株式会社東芝代表取締役社長（後に代表取締役会長を経て、2016年4月時点で相談役）、株式会社東京証券取引所代表取締役会長兼社長、株式会社東京証券取引所グループ取締役会長兼代表執行役、日本郵政株式会社取締役兼代表執行役社長、ゆうちょ銀行取締役兼代表執行役社長、第33期慶應義塾評議員会議長、東芝名誉顧問等を歴任。東芝でウェスチングハウス・エレクトリック・カンパニーの買収により巨額損失を出し、その後に社長となった日本郵政の海外事業買収でも同様の巨額損失を出した。また2013年から2016年まで在任期間にかんぽ生命保険のさまざまな不正が発生している。
役職にこだわる性格で知られ、その経歴と実績から東芝内部では「東芝の闇将軍」、財界では「肩書コレクター」の異名をとった。安倍内閣総理大臣談話有識者懇談会座長なども務めたが、死後帝国ホテルで開催されたお別れの会には、安倍内閣の中枢メンバーらは欠席した。

## 生涯
東芝に入社後、アメリカ現地法人である東芝アメリカ社を立ち上げる（のち東芝アメリカ社副会長）など海外事業を長く担当し、東芝を日本の一企業から世界企業へと飛躍させた人物である。東芝専務時代はDVD規格の策定における各社の交渉役として活躍し、DVD規格の策定、およびDVD規格の統一は西室によってなされた。東芝社長時代は、東芝初の重電部門以外からの出身として期待され社内の構造改革を進めたが、業績を上げられなかった。
2000年代後半においては、東芝の相談役として、原発の世界トップメーカーであるウェスチングハウス・エレクトリック・カンパニーの買収に大きな役割を果たし、世界の電力が原子力へと置き換わる「原子力ルネサンス」と呼ばれる時代の動きにおいて、原発メーカーとしては日本の小さい原発関連メーカーに過ぎなかった東芝を、世界トップの原発メーカーとなるまでに成長させた。東芝の社長退任後も、日本の財界人としては海外に顔の効く数少ない人物として、東京証券取引所取締役などの財界の要職を歴任した。
半面、社長を退いた後も東芝社内で「スーパートップ」と称され、院政を敷いて長く経営に関与し続け、役員の派閥抗争を引き起こし、2011年の福島第一原発事故後の「原子力見直し」の時代の動きにおいて、東芝が原子力から撤退できない状況を招いた。また現場には「チャレンジ」と呼ばれる無謀な業績改善を強要し、2015年・2017年と、東芝に2度の不正会計問題を起こさせ、東芝を世界企業から倒産寸前の崩壊へと追い込んだ。しかし本人はこれらの責任を問われず、その後も東芝名誉顧問として東芝の経営に関与し続けた。2013-2016年には、日本郵政社長の座にあり、豪州の物流会社トール・ホールディングスを6600億円で買収することを殆ど1人で決定したといわれるが、その結果日本郵政にも4000億円の巨額損失を与えた。
東芝名誉顧問として在職中のまま、2016年2月より慶應義塾大学病院の特別室に入院していたが、2017年10月14日に老衰のため死去。81歳没。墓所は品川区上大崎の高福院にある。
滑らかな英語で国内外のメーカーをまとめ上げる「タフネゴシエーター」としての交渉力や、1990年代に社長として東芝の経営改革を行い、2000年代以降の東芝の土台を築き上げた経営者としての功績が高く評価されている一方で、2010年代に東芝が経営危機となる遠因を作った人物でもあることから、「東芝の光と影を体現した経営者」と評される、東芝、日本郵政を独善的な判断で経営危機を招いた主要人物である。

## 来歴

### 生い立ち
山梨県都留市出身（現在の本籍は神奈川県）。実家は絹織物の染色業者。小学校に上がる前から毎日、朝食前に論語の素読をさせられる。小学校4年生時に終戦を迎える。高校時代はバスケットボールの選手として鳴らし、オリンピックの強化選手となったことがある。
2年間の浪人生活を経て慶應義塾大学経済学部経済学科入学。大学在学中は学生自治会の委員長を務めていた。1959年、カナダブリティッシュコロンビア大学へ留学。

### 東芝での活動
1961年に東京芝浦電気に入社。入社3年目でアメリカに駐在員として渡米。東芝のアメリカ現地法人である東芝アメリカ社の立ち上げに関わる。日本とアメリカで電子部品の営業として実績を積む。
1990年代前半、東芝アメリカ社副会長時代には東芝とタイム・ワーナーの提携を成功させる。
1995年から1996年にかけてのDVD規格の策定においては、西室は東芝専務としてソニーや松下電器産業との難しい交渉をまとめ上げ、東芝がDVD規格の策定において主導権を握ることに成功した。当時はソニー・フィリップス連合が主導するMMCD規格が「次世代ビデオ」の本命とも言われており、東芝の主導するSD規格との間で規格戦争が起こる可能性もあったが、西室はワーナーを筆頭とする米映画会社との交渉を行い、ハリウッドが東芝陣営に付いたことが決め手となり、ソニー・フィリップス連合はMMCDの開発を断念。MMCD規格の一部がSD規格に取り込まれてDVD規格が誕生し、「次世代ビデオ」はDVD規格に一本化され、前世代で行われたVHS対ベータのビデオ戦争の再来は避けられた。その交渉力を買われて社長に就任することになる。1996年に策定されたDVD規格は、その後映画会社などの要望を汲む形で多くの派生規格を生んだが、これも西室によって2001年には統一される。
1996年に東芝社長就任。東大卒・重電部門出身がトップを占めることが慣例だった東芝において、慶大卒・半導体部門出身が社長となるのは異例であり、また8人抜きの抜擢と言うのも異例だった。西室は14年間に及ぶ米国駐在から、経営者としてはアメリカ流の経営を期待されたが、本人は「東芝独自のやり方」を貫き、それが評価されていた。
西室は佐藤文夫前社長路線を踏襲する形で「選択と集中」を掲げ、東芝の得意な分野のみに資源を投入する路線を推し進める。この時期に東芝が中核としたのがパソコンと半導体だが、ともに苦戦が続いた。半導体事業においてはソニーからPlayStation 2の画像処理チップの製造を請け負うという功績を挙げたが、DRAMで1999年に莫大な赤字を出したため、これまで東芝が中核としていたDRAM事業の縮小と言う決断を迫られた。
1998年9月中間決算には戦後初の赤字となり、経営改革が急務となった東芝を、西室はゼネラル・エレクトリック社（GE）にならった「複合電機」メーカーとして生まれ変わらせることを宣言し、またGEで成果を上げている統計的品質管理手法「シックス・シグマ」を東芝に導入する。また、「小さな本社」路線を掲げ、時代のスピードに対応して東芝本体の意思決定を早くするため、取締役の数を減らして意思決定の権限を持たない執行役員に任命するなど東芝本体のスリムアップを進める。1998年には執行役員制を導入、1999年には社内カンパニー制を敷くなど、着実に社内改革に努めたが、しかし総会屋への利益供与事件、半導体事業不振、米国におけるフロッピーディスク装置訴訟和解による1100億円の特別損失など不祥事や損失が相次ぎ、社長退任まで利益は下降し続けた。なお、西室が導入した執行役員制は、本来は東芝の意思決定を早くすると同時にコーポレート・ガバナンスを強化する役割を果たすためであるが、現実は西室の社長退任後における院政の元凶となり、逆に不正会計を誘発する役目を後に果たした。
2000年に会長に就任。西室路線を踏襲した岡村正社長とともに東芝の改革・リストラを進めた。西室社長時代に行った改革はこの時期に実を結び、例えば西室社長時代に提携したサンディスク（後のウエスタンデジタル）との合弁工場を四日市市に作り、DRAMから撤退してフラッシュメモリに資源を集中することを決めたのが2001年で、これは2000年代後半には原発事業と並ぶ東芝の中核事業となる。2001年には東芝が主導する形でのDVD規格の統一、ノートパソコン市場で世界トップなど、この時期は西室路線による「選択と集中」は非常に成功した。
2003年には東芝の指名委員会等設置会社における指名委員会の委員長に就任し、東芝を指名委員会等設置会社に移行させる。指名委員会委員長である西室が東芝の次期社長を指名できる「院政」の仕組みがこの年に完成した。
東芝会長時代は第3世代光ディスク（当時の「次世代DVD」）であるHD DVD規格の普及にも尽力する。当時は「次世代DVD」の規格として、ソニー・フィリップス・パナソニック連合が主導するBlu-ray規格と、東芝が主導するHD DVD規格が存在した。業界ではほぼ東芝一社が主導し、記録容量でもBlu-rayに劣ったHD DVDが、東芝以外のほとんどのメーカーが支持するBlu-rayに対してまともに規格戦争が行えたのは、DVD規格の生みの親としてHD DVDに注力する西室の交渉力によるところが大きい。2003年の時点では、東芝一社のみが推進するHD DVDに対し、Blu-ray Disc Foundersを設立して家電メーカー各社による連合が組まれたBlu-rayの方が先行しており、ハリウッドでも2003年にソニーのハワード・ストリンガーCEO自らが売り込みを図ったBlu-rayが優勢だったが、西室は2004年に東芝会長として渡米して各映画会社と交渉を行い、ハリウッドにおけるHD DVDの支持率を44.6%までに高めることに成功する。2005年には規格戦争を避けるため、ソニー主導で規格統一の動きがまとまりかけたが、これを東芝が蹴ったことで交渉は決裂、激しい規格戦争となった。西室はPC部門の出身としてマイクロソフトとの交渉を行い、2005年にはマイクロソフトがHD DVDの支持を表明、Blu-rayを標準対応したソニーのPlayStation 3に対抗して、マイクロソフトのXbox 360対応HD DVDプレイヤーの発売にこぎつけた。東芝はNECなどもHD DVD陣営に付けることに成功したが、最終的にこの規格争いは、2007年に米レンタルビデオ大手のブロックバスター、大手小売店のウォルマートがブルーレイ陣営に付いたことで勝敗が決し、東芝も2009年には敗北を認めてBlu-ray Disc アソシエーションに加盟、これによって「次世代DVD」の規格統一が成し遂げられた。規格戦争の結果、業界各社がBlu-rayとHD DVDの間で様子見を行ったことにより、元々ソニーがDVDをスキップするつもりで1999年に生み出したBlu-ray規格の普及は、かなり後ろにずれ込むことになった。
2005年に同社相談役に就任後は、西田厚聰を社長に就任させ、西田を自身の後継者として院政を敷いた。この時期に「選択と集中」が行われたのが原発と半導体である。後に巨額の損失を出す結果となる2006年の米原発大手のウエスチングハウスの買収に関しては、西室が元駐日大使のハワード・ベーカー元上院議員を通じて米議会への働きかけ（ロビイング）を行ったことで実現された。約6600億円と言う巨額の金額に批判もあった中で、「選択と集中」と言う名目からこれが断行され、また2011年の福島第一原子力発電所の事故後に原発見直し動きが世界で広がる中でも撤退ができなくなる状況となったことは、後に批判されたが、西室は名目上は当時すでに権限のない執行役員であるため、何ら社会的責任を負わなかった。なお、当時の西室は、逆に「東芝を世界1位の原発メーカーにのし上げた立役者」として高く評価されていた。
2009年、西田の後任として佐々木則夫が社長に就任。西室は佐々木社長体制の東芝においても、西田前社長をバックアップして東芝社内に影響力を行使し続ける。2009年のリーマンショックによる半導体部門の巨額の赤字や、2011年の福島第一原子力発電所事故後の原発部門の処遇などを巡って、2011年頃より表面化する東芝社内における佐々木社長派と西田前社長派の対立の最中、東芝の主導権を握ろうとする佐々木社長が強引に進めたプロジェクトが、テキサス州に改良型沸騰水型軽水炉を建設するという「サウス・テキサス・プロジェクト」（2016年稼働予定）である。既に福島原発事故後と言うことで、共同で参画していたGE・日立が手を引いて東芝単独での事業となったが、2016年時点で稼働時期未定・約720億円の損失を生むなど、これは2010年代後半にはウエスチングハウスと並ぶ東芝の不良債権となる。このように意思決定の権限を持たないはずの執行役員らによる不毛な派閥争いの結果、東芝は時代のスピードに対応できず、不良債権を抱え込むことになった。
一方で現場には、これらの損失を埋め合わせるため、4代前の社長である西室をはじめとする歴代社長らが複雑な権力構造を通じて「チャレンジ」と言う名の無謀な業績改善を現場に要求したことが、東芝の粉飾決算を生む体質を作ったとされる。「チャレンジ」の結果、佐々木社長時代の2012年9月には、624億円の売上に対して651億円の営業利益を上げるなど、売上高よりも営業利益の方が多いという異常事態であったことが後に判明するが、東芝のコーポレート・ガバナンスを担うべき存在だったはずの西室はこれに全く気付かず、後にすべて佐々木社長及び西田会長の責任とされた。
佐々木社長は原子力畑の出身であり、ウエスチングハウス買収の際も西田を献身的にサポートしたことが評価されて社長に据えられたが、わずか1年で豹変して西田と対立するに至ったことへの西田・西室の失望は大きく、2013年に佐々木は失脚、「社長退職者は会長として経営に関与する」という東芝の慣例に沿わず、佐々木は経営から追放される。東芝会長に留まった西田は田中久雄を東芝社長に据え、自身も院政を敷こうとした矢先、2015年に発覚した不正会計問題によって、西田会長・田中社長は共に失脚する。元々、西室と西田はともに経団連会長の座を欲していたため、西田が2009年に経団連副会長となった後、西室と西田との関係は必ずしも良くなかった。西室は、西田が経団連会長となることを阻止するため、かつて自身が東芝社長に据えた岡村が現在は日本商工会議所会頭であることと、同じ会社から経団連会長と日本商工会議所会頭の両者は輩出されないという慣例を利用し、西田が経団連副会長である間、岡村が日本商工会議所会頭を辞めないようにという「裁定」を行った。結局、西田は経団連の副会長どまりのまま失脚し、2016年には不正会計で東芝に損害を与えたとして、西室相談役率いる東芝から佐々木と一緒に民事訴訟を受ける立場となる。このように西室は、リーマンショック後・福島原発事故後という難局において、東芝社内の派閥抗争と同時に財界活動も熱心に行い、自民党の安倍晋三総裁とも親交を深め、2012年には首相に就任した安倍によって郵政民営化委員会の委員長に抜擢される。
2015年に発覚した東芝の長年にわたる粉飾決算などの（1度目の）不正会計問題の指摘を受け、佐々木・西田・田中が失脚した後は、東芝における西室の影響力はかえって強まり、同時期に日本郵政の取締役を兼任しながらも、その後も志賀重範、綱川智を東芝の社長に推薦して院政を敷いた。しかし一連の会計不祥事に関連して、幹部OBや顧問が意思決定に関与し続ける経営体制に対して社会的な批判を浴び、相談役制度を廃止する流れとなり2016年内に退任することとなった。
2016年、東芝の相談役制度の廃止と同時に「名誉顧問」のポストが新設され、西室は岡村らとともに東芝名誉顧問に就任。不正会計に関与したとして全ての責任を負った西田・佐々木・田中の3人の元社長に対し、それ以前に社長を務めた渡里・佐藤・西室・岡村の4人の元社長は権限のない執行役員と言う名目で不正会計に関与しなかったとされたため、いずれも70代-90代の高齢ながら、名誉顧問として引き続いて東芝に残ることとなった。
西室は、その後も東芝本社38階の「西室ルーム」と呼ばれる執務室にて指揮を執っていたが、2016年夏頃に体調を崩したため、本社には顔を見せなくなった。
2017年に発覚する東芝の2度目の不正会計問題で、ウエスチングハウスが7000億円の損失を出したことが明らかとなった。2017年にはウエスチングハウスは倒産、その損失を埋め合わせるために東芝の半導体メモリ部門を分社化の上で売却、その他の部門もほとんど分社化され、西室が東芝社長に就任した1996年には約7万人いた東芝従業員（単独）が約4千人にまでスリムアップされるなど、西室体制の結果として東芝は桁違いにスリムな会社となるに至った。
2017年4月12日、この時点で4人いた東芝名誉顧問のうちで唯一の90代であった渡里杉一郎が死去したため、全員が90歳未満となった。2017年には綱川智社長の元、東芝の経営再建のために大規模なリストラが行われたが、西室はリストラされず、引き続き東芝名誉顧問に留まった。

### 東京証券取引所での活動
2005年に東京証券取引所会長就任。就任直後の2005年にはジェイコム株大量誤発注事件が発生し、東芝の社長職を兼務して事後処理に奔走した。
2006年のライブドアショックでは、全銘柄取引停止という異例の措置を行った。ライブドア事件においては、たった一度の粉飾でライブドアを上場廃止としたが、これはライブドアがニッポン放送株を大量取得したことに対する「見せしめ」であったという指摘があり、一方で翌2007年に粉飾が発覚した日興コーディアル証券に対しては上場維持としたことに対しても、政財界の意向を汲んだ政治的な判断が働いたという指摘がある。なお、東芝は2015年と2017年に2度の粉飾事件を起こしたが、上場廃止にはならなかった。
2015年に東芝の不正会計問題が発覚した後、粉飾の関係者が東京証券取引所会長を務めていたことは批判された。

### 日本郵政での活動
2012年には郵政民営化委員会委員長に就任。同委員会は日本郵政グループ傘下のゆうちょ銀行が認可申請している住宅ローンやそれに伴う損害保険の募集、法人向け貸付について、条件付きで容認すると発表した。
その後、2013年には日本郵政で代表取締役社長を務めた。後に巨額の損失を出す結果となる2015年の豪物流大手のトール・ホールディングスの買収に関しては、約6200億円と言う巨額の金額に批判もあった中でこれを断行したため、西室の「負の遺産」ともされた。買収直後の2016年には既にグループ内で問題となっていたが、（2016年当時のウエスチングハウスと同じく）後に利益を生む可能性が否定できなかったため、2016年度における減損処理を行わなかった。ただし、トール・ホールディングスののれん代問題に際しては、2016年中に西室が退職したこともあって、2017年と言う早い時期に減損処理を行うことができ、東芝とは違って粉飾などを行なわなかったため、日本郵政が評価されている。
2015年4月から約1ヶ月半の間にゆうちょ銀行取締役兼代表執行役社長を務めた。
2015年5月には日本郵政の社外取締役に村岡富美雄・東芝常任顧問（東芝元副社長）を招聘しようとするなど、日本郵政においても東芝時代の人脈を活用しようとしていた矢先、2015年7月に利益水増しによる東芝不正会計問題が発覚。村岡は第三者委員会に招聘されて査問を受けることとなった。西室自身も不正会計への関与が取り沙汰される中、2016年2月、突如慶應義塾大学病院に検査入院し、そのまま退院の目途がたたないとして、日本郵政の社長を退任した。後任の日本郵政社長には、日本興業銀行出身の長門正貢がゆうちょ銀行の執行役を退いた上で就任した。
2017年にトールホールディングスのれん代問題の発覚後、東芝の粉飾の関係者が日本郵政の取締役兼代表執行役社長会長を務め、しかも両社で大型案件を強引に推し進めてともに多額の損失を発生させたことには多くの批判を受けた。日本郵政におけるトール・ホールディングスののれん代問題は、東芝におけるウエスチングハウスの問題と全く同じ構図だと報道された。また2013年から2016年までの日本郵政在任期間にかんぽ生命保険のさまざまな不正が発生している（かんぽ生命保険#不正契約問題）。

### 政治的活動
国内外の政財界に顔の効く日本では数少ない人物として、国内外の要人からの信望も厚かった。
2012年、安倍晋三首相の就任後すぐ、当時の日本郵政株式会社社長であった坂篤郎が解任され、同社を監督する立場である郵政民営化委員会の委員長を務めていた西室が社長に登用された。
2015年、安倍晋三首相による「戦後70年談話に関する有識者会議」の座長を務めた。
2015年、日仏経済人クラブの設立メンバーとして、また東芝の経営者としてフランスに大きな雇用を生み出した功績で、フランスのローラン・ファビウス外務・国際開発大臣よりレジオン･ドヌール勲章を授与された。
西室は中国の政府系ファンド・中国投資有限責任公司（CIC）の有識者会議のメンバーに選任されている。

## 親族
- 小林甲子郎：おじ、京王帝都電鉄社長
- 穴水三郎：おじ、東部ガス社長
- 西室陽一：兄、東京ガス専務

## 略歴
- 1935年 - 山梨県都留市生まれ。
- 1961年3月 - 慶應義塾大学経済学部卒業[15]4月 - 東京芝浦電気株式会社（現・株式会社東芝）入社[15]。
- 1984年4月 - 電子部品国際事業部長[15]。
- 1986年8月 - 半導体営業統括部長[15]。
- 1990年4月 - 海外事業推進部長[15]。
- 1992年6月 - 取締役東芝アメリカ社副会長[15]。
- 1994年6月 - 常務取締役[15]。
- 1995年6月 - 専務取締役[15]。
- 1996年6月 - 代表取締役 取締役社長[15][28]
- 2000年6月 - 代表取締役 取締役会長[15]。
- 2002年6月 - 株式会社角川書店社外取締役。
- 2005年6月 - 相談役。
- 2005年6月 - 株式会社東京証券取引所取締役会長。
- 2010年6月 - 東京証券取引所取締役会長を退任。
- 2010年11月 - 慶應義塾評議員会議長（任期：4年）。
- 2013年6月 - 日本郵政取締役兼代表執行役社長。
- 2015年 - レジオン・ドヌール勲章オフィシエ受章[27]。
- 2015年4月 - ゆうちょ銀行取締役兼代表執行役社長。
- 2015年7月 - 東芝不正会計処理問題が発覚。
- 2016年2月 - 慶應義塾大学病院に検査入院。
- 2016年3月 - 日本郵政代表執行役社長を退任。東芝相談役を退任し新設の名誉顧問に就任[29][30]。
- 2016年6月 - 日本郵政取締役、日本郵便取締役、ゆうちょ銀行取締役、かんぽ生命取締役、各任期満了退任。
- 2017年10月 - 老衰のため死去。81歳没。

## 政府委員等
- 社団法人日本電機工業会会長
- 財務省政策評価の在り方に関する懇談会座長
- 法務省公安審査委員会委員
- 社団法人日本経済団体連合会副会長
- 内閣府地方分権改革推進会議議長
- 日米経済協議会会長・日米財界人会議議長
- ILOグローバル化の社会的側面世界委員会委員
- 社団法人日本広告主協会理事長
- WTO事務局長ビジネス諮問会議委員
- 社会保障の在り方に関する懇談会委員
- 経済産業省産業構造審議会新成長部会長
- シンガポール政府EDB国際諮問会議委員
- 財務省財政制度等審議会会長
- 社団法人日本経済団体連合会評議員会議長
- 財務省参与
- 米国IBMCorporation取締役
- 外務省新日中友好21世紀委員会日本側座長
- 財団法人日本国際問題研究所会長
- 郵政民営化委員会委員長
- 戦後70年談話21世紀構想有識者懇談会座長（第3次安倍内閣）